# Néry
Néry è un comune francese di 717 abitanti situato nel dipartimento dell'Oise della regione dell'Alta Francia.

## Storia
A Néry, precisamente il 14 ottobre 719, Carlo Martello sconfisse l'esercito neustriano al comando di Ragenfrido.
Il 1º settembre 1914, una brigata di cavalleria inglese e una singola batteria di artiglieria resistettero all'attacco da parte di una intera divisione tedesca. La battaglia sarà ricordata come Azione di Néry.

## Società

### Evoluzione demografica
Abitanti censiti